# Oxira rufovirgata
Oxira rufovirgata là một loài bướm đêm trong họ Noctuidae.